# Overprotected
Overprotected – drugi singel z płyty Britney amerykańskiej piosenkarki Britney Spears. Producentami piosenki są Max Martin i Rami Yacoub.

## Teledysk
Reżyserem teledysku do "Overprotected" był Billie Woodruff. Współpracował już z Britney przy kręceniu teledysku do "Born to Make You Happy". Do USA trafiła inna wersja teledysku niż reszty świata, ponieważ w USA singlem był remiks tej piosenki w aranżacji Darkchilda. W pierwszym teledysku Britney chowa się w starym magazynie przed paparazzi. W drugim teledysku Britney i jej przyjaciółki spędzają dzień w mieście.

## Formaty i listy utworów
| Australijski CD Singel 1. "Overprotected" – 3:18 2. "Overprotected" [JS16 Remix] – 6:07 3. "Overprotected" [JS16 Dub] – 5:24 4. "Exclusive Chat With Britney" 5. "I’m a Slave 4 U" – 3:23 6. "I’m a Slave 4 U" [Thunderpuss Radio Mix] – 3:18 Wielka Brytania – CD Singel 1. "Overprotected" – 3:18 2. "Overprotected" [JS16 Remix] – 6:07 3. "I’m a Slave 4 U" [Thunderpuss Mixshow Edit (The Remix)] – 6:15 Wielka Brytania Promo 12" Vinyl - Strona A: 1. "Overprotected" [JS16 Remix] – 6:07 2. "Overprotected" – 3:18 - Strona B: 1. "I’m a Slave 4 U" [Thunderpuss Mixshow Edit (The Remix)] – 6:15 2. "I’m a Slave 4 U" [Miguel Migs Petalpusher Vocal] – 5:30 Holenderski CD Singel 1. "Overprotected" – 3:18 2. "Overprotected" [JS16 Remix] – 6:07 3. "Overprotected" [JS16 Dub] – 5:24 4. "Exclusive Chat With Britney" 5. Enhanced With "Crossroads" US Film Trailer Amerykański Promo CD 1. "Overprotected" [The Darkchild Remix] – 3:18 2. "Overprotected" [The Darkchild Remix Radio Edit] – 3:06 3. "Overprotected" – 3:18 Amerykański 12" Vinyl - Strona A: 1. "Overprotected" [The Darkchild Remix] – 3:18 2. "Overprotected" [The Darkchild Remix Edit] – 3:06 3. "Overprotected" [The Darkchild Remix Instrumental] – 3:06 - Strona B: 1. "Overprotected" [Radio Edit] – 3:06 2. "Overprotected" – 3:18 3. "Overprotected" [Instrumental] – 3:06 |